# Spinnhus

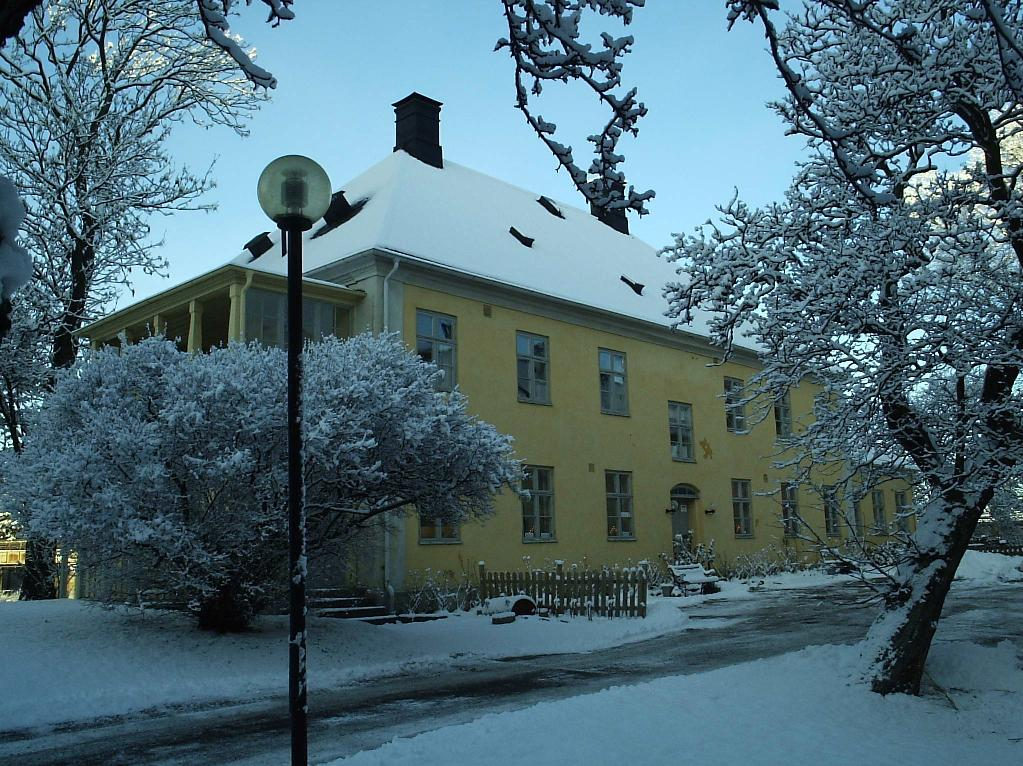
Det första spinnhuset i Göteborg inrättades 1735 och förlades till sin nuvarande plats vid Svingeln sju år senare.

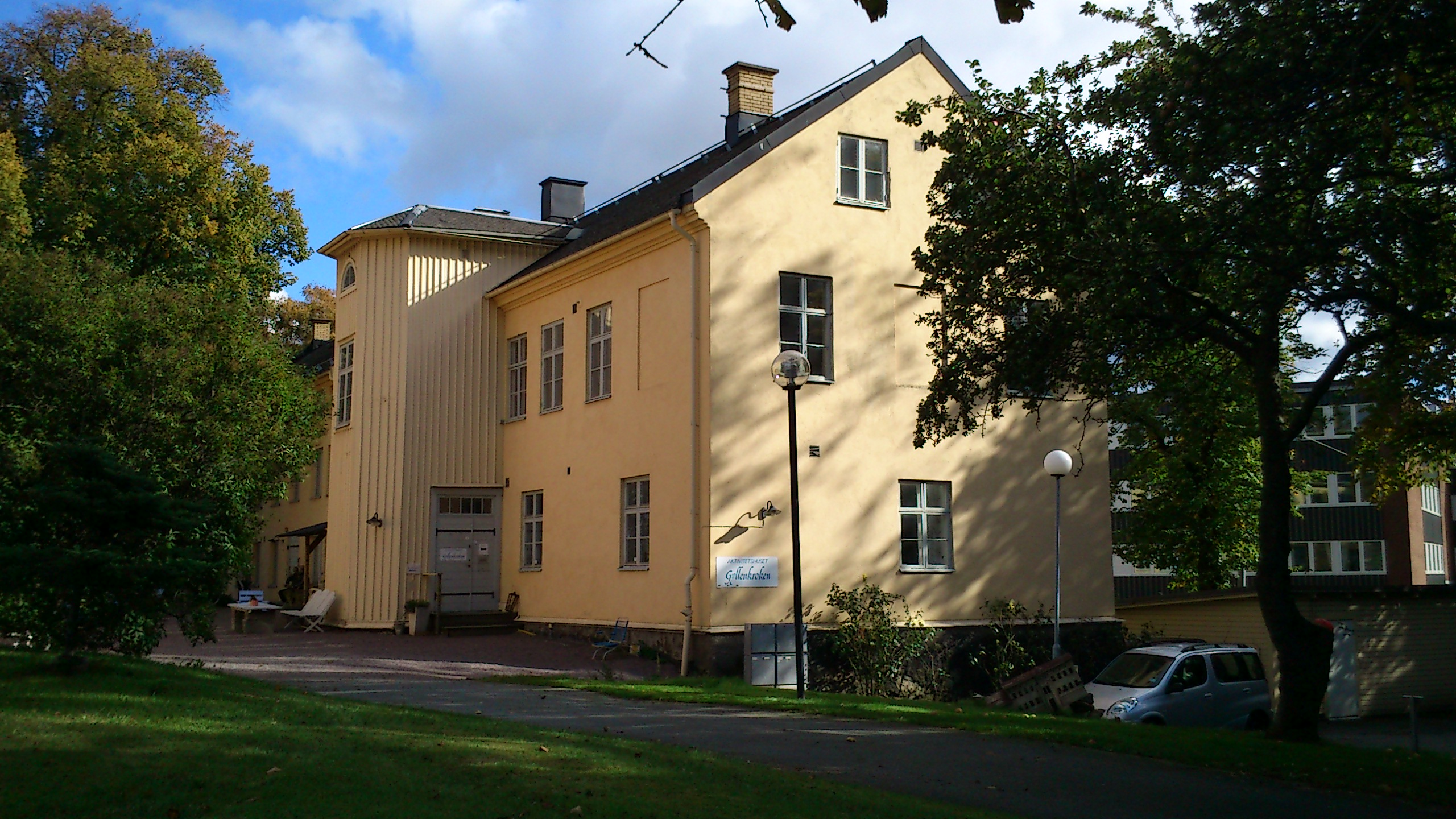
Spinnhuset i Göteborg

Spinnhus förekom mellan åren 1724 och 1825. I praktiken var de och övergick till att bli kvinnofängelser där lösdrivande kvinnor placerades och fick ägna sig åt att spinna garn. Inrättningen kallades för förbättrings- och straffanstalt. 
En konsekvens av att spinningen utfördes av straffarbetare ledde till att arbetet fick låg status och kvalitetsaspekterna ringaktades. För att öka hantverkets status tillverkades 1751 – i samband med Adolf Fredriks och Lovisa Ulrikas kröning – en medalj med inskriptionen: "Til heder för den qvinna, som fint och snält kan spinna" (snällt = fort).
Långholmens spinnhus i Stockholm är ett välkänt och omskrivet spinnhus i litteraturen och visor. För män fanns rasphus. En liknande institution var de så kallade Magdalenahemmen som var särskilt ägnade prostituerade kvinnor.